# Боровка (Хиславичский район)
Боровка — деревня в Хиславичском районе Смоленской области России. Входит в состав Владимировского сельского поселения. Население — 5 жителей (2007 год). 
Расположена в юго-западной части области в 9 км к востоку от Хиславичей, в 22 км западнее автодороги А141 Орёл — Витебск, на берегу реки Духовая. В 22 км восточнее деревни расположена железнодорожная станция Стодолище на линии Смоленск — Рославль. 

## История
Упоминается в 1859 году, тогда она носила название Нилино (Боровая слобода). Тогда в деревне было 15 дворов и 159 жителей.
На карте 1871 года названа Боровка(Нилино).
В 1926 году уже просто Боровка, и было в ней 43 двора.
В годы Великой Отечественной войны деревня была оккупирована гитлеровскими войсками в июле 1941 года, освобождена в сентябре 1943 года.
В 1978 году входила во Владимировский сельский совет Хиславичского района.